# كارل جينينغز
كارل جينينغز هو منافس ألعاب قوى كندي، ولد في 14 مايو 1979 في تورونتو في كندا.

## وصلات خارجية
- كارل جينينغز على موقع الاتحاد الدولي لألعاب القوى (الإنجليزية)